# Diego Suta
Diego Andrés Suta Robayo (Susa, Cundinamarca; 30 de junio de 1994-Pasto; 30 de agosto de 2016) fue un ciclista profesional colombiano, que corrió para el equipo Ciclo Ases en categoría Sub-23. Falleció en una caída de competencia en la Vuelta de la Juventud de Colombia.

## Biografía
Diego nació en Susa, un municipio de Cundinamarca, no muy lejano de Bogotá. Allí, empezó a montar en bicicleta, e hizo la primaria. No pudo hacer su bachillerato, por la situación económica de su familia. Cuándo era un adolescente, ingresó al club Ciclo Ases de la ciudad de Bogotá. Además, trabajaba en una fábrica de ladrillos en el municipio de Nemocón, donde vivía con unos familiares. 

## Carrera ciclística
En el año 2010, fue admitido en el club Ciclo Ases de Bogotá, con el cual compitió en diferentes carreras, haciéndose un nombre entre la jóvenes promesas del ciclismo en Colombia.

## Muerte
Diego Suta debutó en la Vuelta de la Juventud en 2016. Durante la segunda etapa comprendido entre los municipios de Pasto y El Bordo en un descenso de montaña de los Altos de Daza se precipitó a un abismo, la caída le provocó un trauma cráneo-encefálico severo y la muerte instantánea.

## Equipos
- Ciclo Ases (2010-2016)